# 2000 - 2004
2000-2004 es el nombre del primer álbum recopilatorio de la banda mexicana de rock "Panda". Salió a la venta el 18 de noviembre de 2008, en gran parte de la República Mexicana. Los discos son un recopilatorio de sus más grandes éxitos más un DVD incluido en cada uno de los discos con sus sencillos, pero en videografía. El nombre original del disco sería “Lo mejor de cuando no estábamos tristes” pero se decidió cambiar el nombre al último momento con las fechas de la primera etapa de la Banda. De estos discos no se sabía mucho ya que la banda los tenía planeados como una sorpresa hacia sus padres.

## Información del álbum
Este álbum incluye 18 canciones, que fueron elegidas entre varias canciones de sus 2 primeros materiales. «Arroz Con Leche» y «La Revancha Del Príncipe Charro». También incluye un tema inédito qué la Banda escribió para el soundtrack de la serie llamada Skimo llamado “Si esto fuese realidad”. Este disco salió bajo el sello de su disquera Movic Records

## Información del DVD
Contiene los videos de los sencillos de  «Arroz Con Leche» y «La Revancha Del Príncipe Charro».

## Lista de canciones
- 1. Miércoles
- 2. En el Vaticano
- 3. Buen día
- 4. Si supieras
- 5. Muñeca
- 6. Te invito a mi fiesta
- 7. Si esto fuese realidad
- 8. Christina
- 9. Claro que no
- 10. Hola!
- 11. El chango de los dos plátanos
- 12. Quisiera no pensar
- 13. Ya no Jalaba
- 14. Córtame con unas tijeras pero no se te olvide el Resistol para volverme a pegar
- 15. Señor Payaso
- 16. Ando pedo y Ella está aquí
- 17. Mala Suerte
- 18. Amiguito

- Datos: Q5651269